# HealthMap
HealthMap ist ein frei zugängliches, automatisiertes elektronisches Informationssystem zur Überwachung, Organisation und Visualisierung von Berichten über weltweite Krankheitsausbrüche nach Geographie, Zeit und Infektionserregern.
Es befindet sich seit September 2006 in Betrieb am Boston Children’s Hospital und wurde von John Brownstein, einem kanadischen Epidemiologen und Professor an der medizinischen Fakultät der Harvard University sowie Clark Freifeld entwickelt.
HealthMap erfasst Daten aus einer Vielzahl frei zugänglicher elektronischer Medienquellen (z. B. ProMED-mail, Eurosurveillance, Wildlife Disease Information Node, Google News, Weltgesundheitsorganisation (WHO), GeoSentinel), um einen umfassenden Überblick über den aktuellen, globalen Stand von Infektionskrankheiten zu erhalten.
Die Nutzer von HealthMap kommen aus einer Vielzahl von Organisationen, darunter staatliche und lokale Gesundheitsbehörden, die Weltgesundheitsorganisation (WHO), dem US-amerikanischen Centers for Disease Control and Prevention (CDC) und dem Europäischen Zentrum für die Prävention  und Kontrolle von Krankheiten (ECDC). HealthMap wird sowohl als Früherkennungssystem als auch zur Unterstützung der Gefahreneinschätzung eingesetzt, indem es aktuelle, sehr lokale Informationen über Ausbrüche liefert, selbst aus Gebieten, die für die traditionellen globalen Bemühungen im Bereich der öffentlichen Gesundheit relativ unsichtbar sind.
Im Oktober 2008 erhielt das Projekt unter anderem eine finanzielle Zuwendung von 3 Millionen US-Dollar seitens Google.org.
Der erste große Erfolg von HealthMap kam während der Pandemie H1N1 2009/10 (Schweinegrippe), als das Programm Quellen wie spanischsprachige Online-Nachrichtenberichte nutzte, um die Früherkennung einer nicht identifizierten Atemwegserkrankung in Veracruz, Mexiko, zu identifizieren. Fünf Jahre später zapfte sie den Twitter-Feed der WHO und andere Quellen an, um die Ausbreitung des Ebola-Virus nahezu in Echtzeit zu verfolgen.
Gegenwärtig überwacht HealthMap vollautomatisiert Informationen von über 20 000 Webseiten in Englisch, Chinesisch, Spanisch, Russisch, Französisch, Portugiesisch und Arabisch, täglich werden hierbei durchschnittlich 300 Berichte gesammelt, von denen 85 % aus Quellen der Nachrichtenmedien stammen. Die Anwendung selbst beruht auf Linux, Apache, MySQL-Datenbank und einer PHP-Applikation.
Zwischenzeitlich veröffentlichte das Projekt unter anderem für das Apple iPhone gedachte Applikation namens „Outbreaks Near Me“.
Im März 2014 verfolgte die Healthmap-Software frühe Presse- und Sozialmedienberichte über ein hämorrhagisches Fieber in Westafrika, das später von der WHO als Ebola identifiziert wurde. Das HealthMap-Team erstellte daraufhin eine spezielle Visualisierung der Infektionsherde unter healthmap.org/ebola.
Bereits im Dezember 2019 verzeichnete HealthMap eine auffällige Häufung von Lungenentzündungen im Bereich Wuhan, dem vermutlichen Ursprungsort der nachfolgenden Coronavirus-Pandemie.
Im März 2020 veröffentlichte Healthmap die Webseite „Covidnearyou“, in welcher Amerikaner freiwillig melden können, ob sie vom Coronavirus SARS-CoV-2 betroffen sind oder nicht.